# New Orleans
New Orleans (IPA: /nuːˈɔɹliːnz/, /nuːˈɔɹliːənz/, nebo /nuːˈɔɹlənz/; francouzsky: La Nouvelle-Orléans, /la nuvɛl ɔʀleɑ̃/) je jedno z nejvýznamnějších přístavních měst Spojených států amerických, zároveň největší město v Louisianě o rozloze 907 km² a jedno z nejdůležitějších měst na jihu USA vůbec. Žije zde přibližně 384 tisíc obyvatel.
Město leží v jihovýchodní části Louisiany na jih od jezera Pontchartrain, přes které se lze do města dostat po druhém nejdelším mostě světa, Lake Pontchartrain Causeway. Město získalo význam zčásti díky tomu, že leží u řeky Mississippi. Vzhledem k současné poloze města však řeka i jezero představují značné nebezpečí záplav. Město se proto chrání, jak nejlépe může. Například velice složitým systémem vodních pump, odvodňovacími kanály a hrázemi. New Orleans byl přesto v roce 2005 postižen hurikánem Katrina, který doprovázely katastrofální záplavy.

## Historie

### Objevení a pojmenování města
New Orleans bylo založeno v roce 1718 Jeanem Baptistem Le Moynem de Bienvillem a pojmenováno po tehdy nejvlivnějším muži Francie regentu Filipovi II. Orleánském.

### Vývoj města
Toto město bylo součástí francouzské kolonie Louisiana až do roku 1763, kdy bylo předáno Španělsku. Následující skoro čtyři dekády pod vlivem Španělska se výrazně zapsaly do charakteru města. Město bylo před koncem osmnáctého století dvakrát postiženo mohutným požárem, který zničil dosavadní tvář města a to muselo být přebudováno. Proto jsou v New Orleans nejstarší a nejvýznamnější historické památky ovlivněné španělskou kulturou. V roce 1801 Španělsko navrátilo New Orleans a okolní rozlehlá území zpátky Francii. V roce 1803 bylo New Orleans odprodáno Napoleonem I. Spojeným státům americkým (tzv. Koupě Louisiany.
Na počátku roku 1815 došlo u New Orleans k poslední bitvě v rámci druhé americké války za nezávislost, a to již fakticky po podepsání příměří.
Během občanské války bylo město v obležení lodí pod vedením admirála Davida Farraguta. Obležení skončilo 25. dubna 1862.

### Hurikán Katrina
| „                                                              | Toto místo bude vypadat jako malé Somálsko. Jdeme tam a získáme toto město zpět. Bude to bojová operace, abychom ho opět dostali pod kontrolu. | “ |
| — Brig. Gen. Gary Jones v rozhovoru pro Army Times, 2. 9. 2005 | |   |

V srpnu 2005 byly jižní státy USA postiženy hurikánem Katrina, který měl na město New Orleans katastrofální dopad. Ochranné hráze a obranné prostředky neudržely Mississippi v korytě a následkem toho větší část města, které se tou dobou nacházelo v terénní sníženině už i pod normální úrovní hladiny řeky, byla zaplavena.
Silný vítr roztříštil okna, roznesl odpad po celém městě a přinesl silný déšť a záplavy na jeho východní část. Situace se ještě zhoršila, když se další 4 kanály porouchaly. 30. srpna začala voda ustupovat a lidé mohli ohledávat škody. Ty byly bezprecedentní. Řádění hurikánu vystřídalo řádění černošských gangů, které se zmocnily částí města a musely být vytlačeny až pomocí ozbrojených zásahů bezpečnostních složek. Na některých místech dosáhla voda až 7,6 metrů. Náklady na opravy a škody způsobené hurikánem Katrina byly vyčísleny na 10–25 miliard dolarů. Ekonomická ztráta byla vyčíslena na 100 miliard dolarů. Ztráty na lidských životech vystoupaly na číslo mezi 1200–1600.
Po úderu Katriny byl prezident Bush kritizován za pomalou reakci a nedostatečnou bezprostřední pomoc. Poté ale slíbil regionu 116 mld dolarů z federálních rezerv. Dva roky po katastrofě se z této částky použilo jen asi 42 % a byly investovány převážně v bohatších bělošských čtvrtích.

## Obyvatelstvo
Podle sčítání lidu z roku 2010 zde žilo 343 829 obyvatel. Celá aglomerace New Orleans měla přes 1,3 miliónu obyvatel. V současnosti je počet obyvatel značně nižší než v minulosti (přibližně o třetinu) vzhledem k migraci, která město postihla po hurikánu Katrina, nicméně počet obyvatel se kvůli bílému útěku snižoval již před hurikánem.

### Rasové složení
- 33,0 % Bílí Američané
- 60,2 % Afroameričané
- 0,3 % Američtí indiáni
- 2,9 % Asijští Američané
- 0,0 % Pacifičtí ostrované
- 1,9 % Jiná rasa
- 1,7 % Dvě nebo více ras

Obyvatelé hispánského nebo latinskoamerického původu, bez ohledu na rasu, tvořili 5,2 % populace.

### Chudoba
Mezi 23 a 28 % obyvatel New Orleans žije v podmínkách na nebo pod hranicí chudoby. Ta panuje zejména v chudých černošských čtvrtích neworleanských předměstí. S ní se pojí vyšší míra negramotnosti a objem trestných činů, který je problémem i sousedního státu Mississippi. V současnosti se USA snaží pomocí podporování různých státních programů pomoci jižním státům vymanit se ze začarovaného kruhu chudoby, negramotnosti a kriminality.

### Kriminalita
V roce 2010 byl roční počet vražd 49,1 na 100 000 obyvatel, což bylo nejvíce ze všech měst v USA nad 250 000 obyvatel. Americký průměr pro rok 2010 činil 4,8 vražd na 100 000 obyvatel. 97% pachatelů byli černoši a 95 % muži.

## Ekonomika a průmysl
New Orleans produkuje zejména petrochemické produkty, hliník a potraviny. Další podstatnou složkou v příjmech města tvoří turistika. Průmysl je zde strojírenský, potravinářský, textilní, papírenský, hutnický a průmysl paliv a energetiky.

## Podnebí

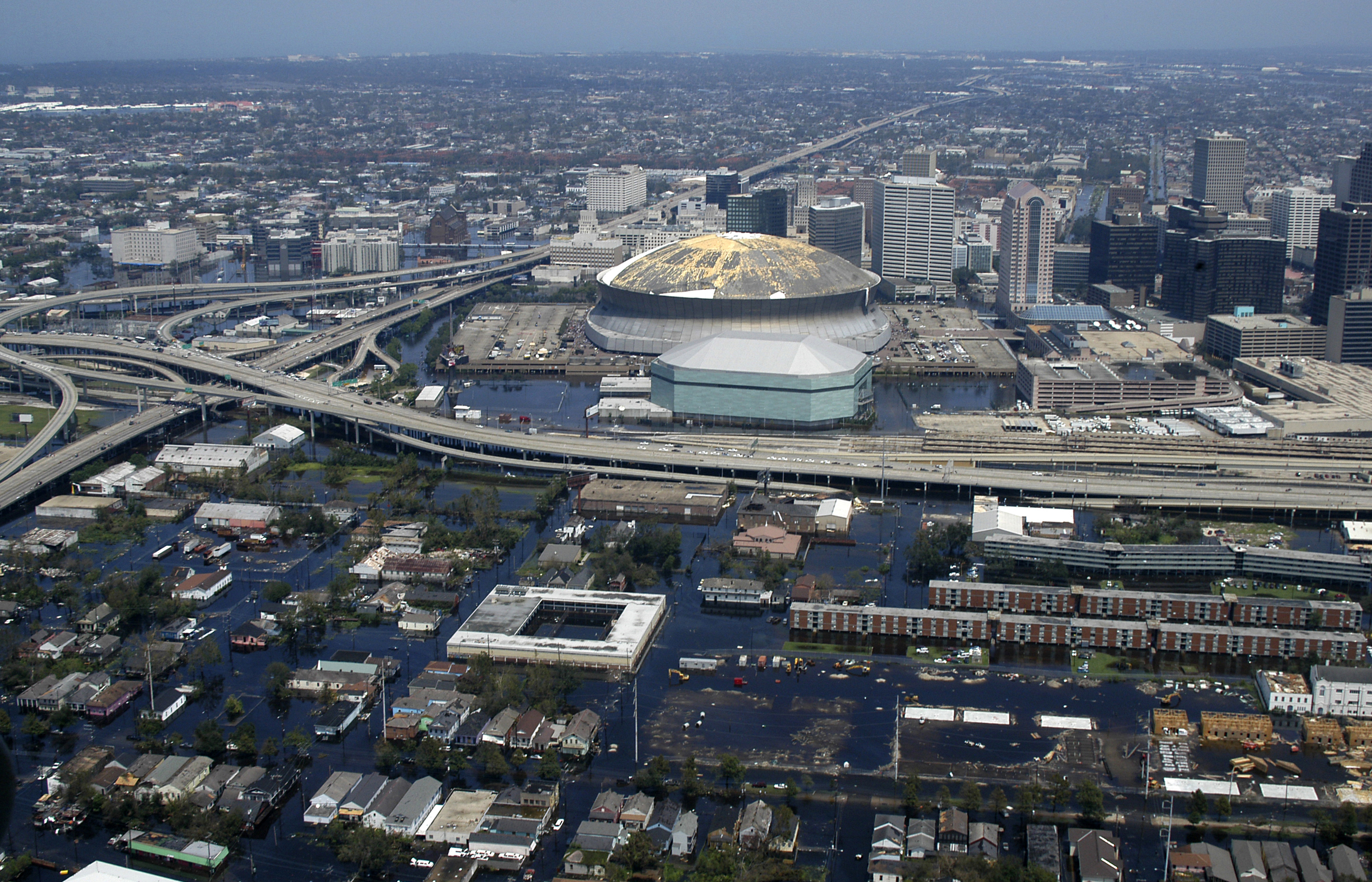
Zaplavená centrální část města s poškozeným Dómem v popředí

Průřez městem

Podnebí v New Orleans je velmi příznivé. Zimy jsou mírné s teplotami v lednu okolo 13 °C. Léta naopak teplá s teplotami v červenci okolo 28 °C.

## Vzdělání
V New Orleans jsou celkem 4 univerzity: Tulane University, University of New Orleans, Loyola University a Xavier University.

## Kultura
V New Orleans je spousta míst, kam zamířit jak za zábavou, tak za poznáním, například:
- New Orleans Aquarium
- Audubon Zoo
- Louisiana Children's Museum
- Contemporary Arts Center

Město je především známo pod přezdívkou kolébka jazzu (v anglickém originále The Cradle of Jazz) a je vyhledáváno umělci tohoto žánru, stejně tak jeho fanoušky. V letních měsících New Orleans doslova pulsuje festivaly různými venkovními exhibicemi umělců. Krom jazzu se zde hojně hraje blues, gospel a v poslední době i rock 'n' roll.

## Sport
- NFL: New Orleans Saints
- NBA: New Orleans Pelicans

## Osobnosti
- Delphine LaLaurie (1787–1849), sériová vražedkyně
- Louis Armstrong (1901–1971), jazzový trumpetista a zpěvák
- Truman Capote (1924–1984), spisovatel a novinář
- Elmore Leonard (1925–2013), romanopisec
- Jeffrey Hunter (1926–1969), herec
- Fats Domino (1928–2017), R&B, rock and rollový pianista a zpěvák
- Dr. John (1940–2019), zpěvák, skladatel, pianista a kytarista
- Anne Riceová (1941–2021), spisovatelka hororové, fantasy a erotické literatury
- Ken Thompson (* 1943), programátor a informatik, jeden z tvůrců operačního systému Unix
- Patricia Clarksonová (* 1959), herečka
- Sam Trammell (* 1969), herec
- Pauley Perrette (* 1969), herečka
- Amy Coneyová Barrettová (* 1972), právnička, soudkyně Nejvyššího soudu Spojených států
- DJ Khaled (* 1975), DJ a hudební producent
- Reese Witherspoonová (* 1976), herečka a filmová producentka
- Peyton Manning (* 1976), bývalý hráč amerického fotbalu, jeden z nejlepších quarterbacků všech dob
- Lil Wayne (* 1982), rapper

## Partnerská města
- Batumi, Gruzie
- Caracas, Venezuela
- Durban, Jihoafrická republika
- Innsbruck, Rakousko
- Juan-les-Pins, Francie
- Macue, Japonsko
- Maracaibo, Venezuela
- Mérida, Mexiko
- Orléans, Francie
- Pointe-Noire, Konžská republika
- San Miguel de Tucumán, Argentina
- Tegucigalpa, Honduras